# Sŭngga sa
Sŭngga sa (승가사 Klasztor Sanghi) – koreański klasztor. 

## Historia klasztoru
Klasztor został wybudowany w 756 roku na zboczu góry Pukhan. Został tak nazwany po tym, jak mnich Sut'ae zainstalował wyobrażenie mnicha z Indii – mistrza Sŭngga, którego uważano za inkarnację bodhisattwy Awalokiteśwary.
Uważa się także, że właśnie w tym klasztorze słynny mistrz sŏn Hamhŏ Tŭkt'ong (znany także jako Kihwa) (1376–1433) osiągnął swoją duchową realizację. Jego imię Hamhŏ, pochodzi od nazwy jego pokoju medytacyjnego i oznacza „Dom Pustki”. 
Klasztor został opuszczony i prawie całkowicie zniszczony w czasie okupacji japońskiej w latach 1910-1945, a resztę zniszczeń dokonała wojna koreańska (1950–1953). W 1955 roku mnich Towon odbudował zniszczone budynki.
Z czterech górskich klasztorów Seulu – Sŭngga znajduje się na północy, podczas gdy Chingwan na zachodzie, Pulam na wschodzie, Sammak na południu.

## Adres klasztoru
- 4 Gugi-dong (213 Bibong 4-gil), Jongno-gu, Seoul, Korea Południowa

## Galeria

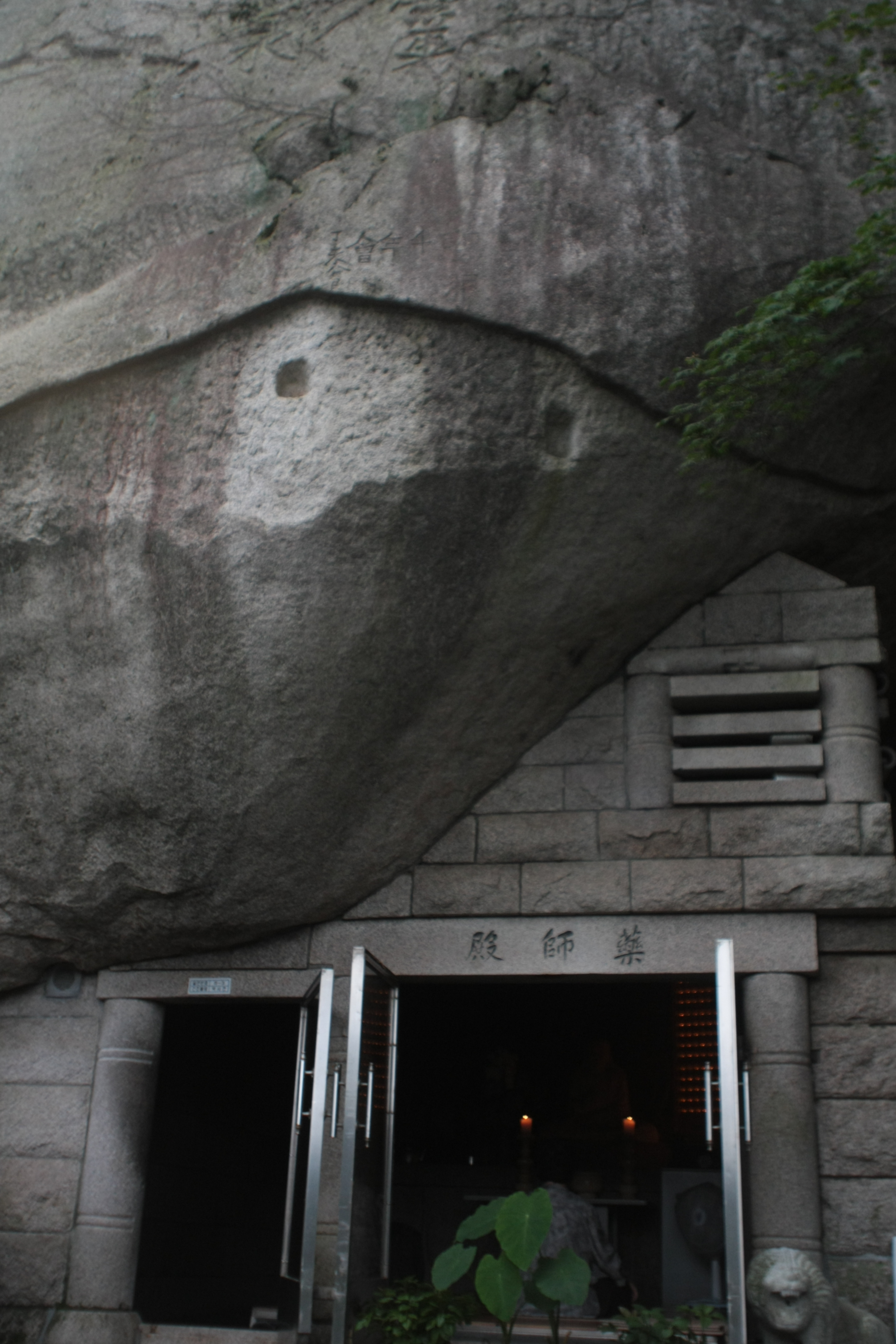
Grota
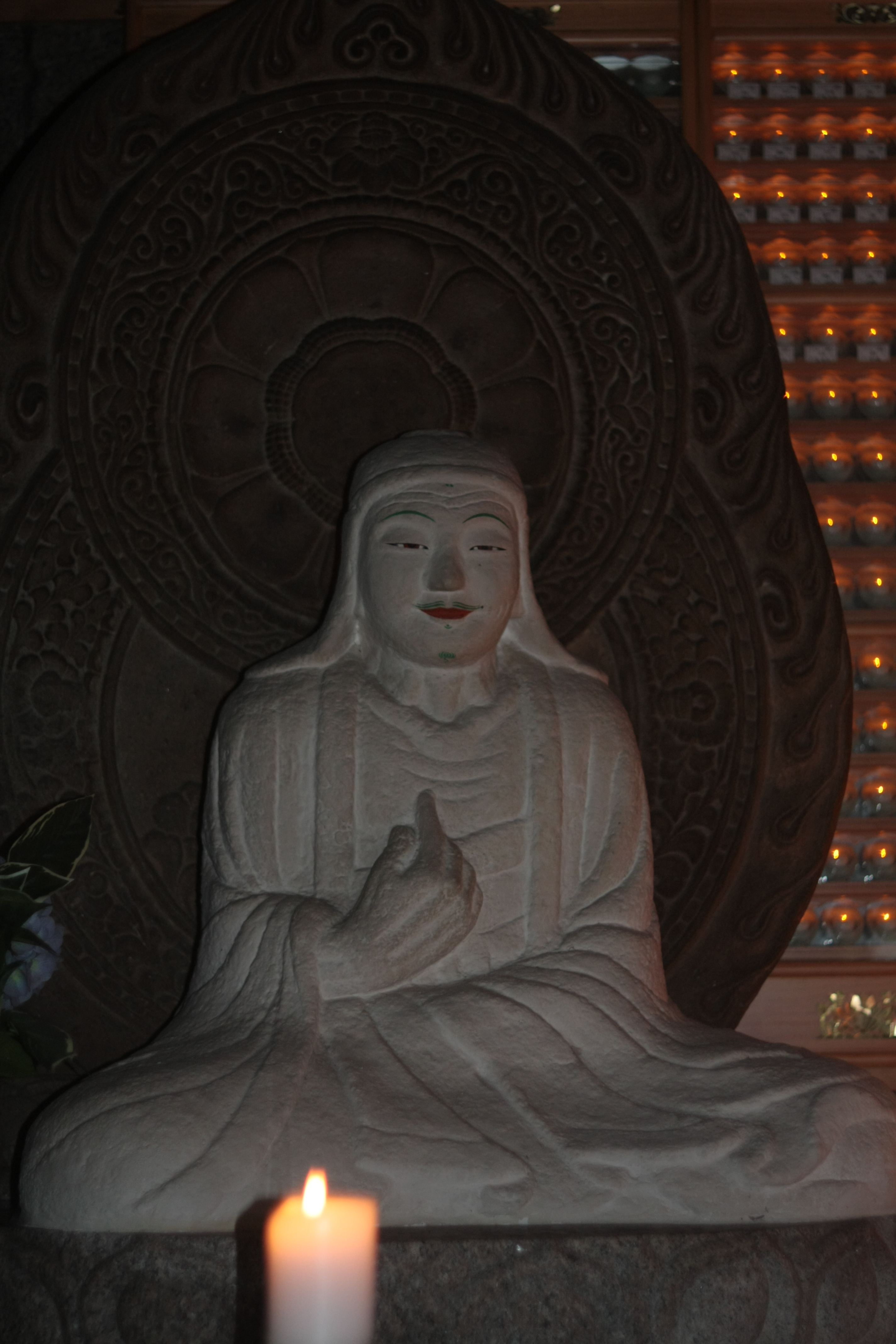
Mnich Sŭngga
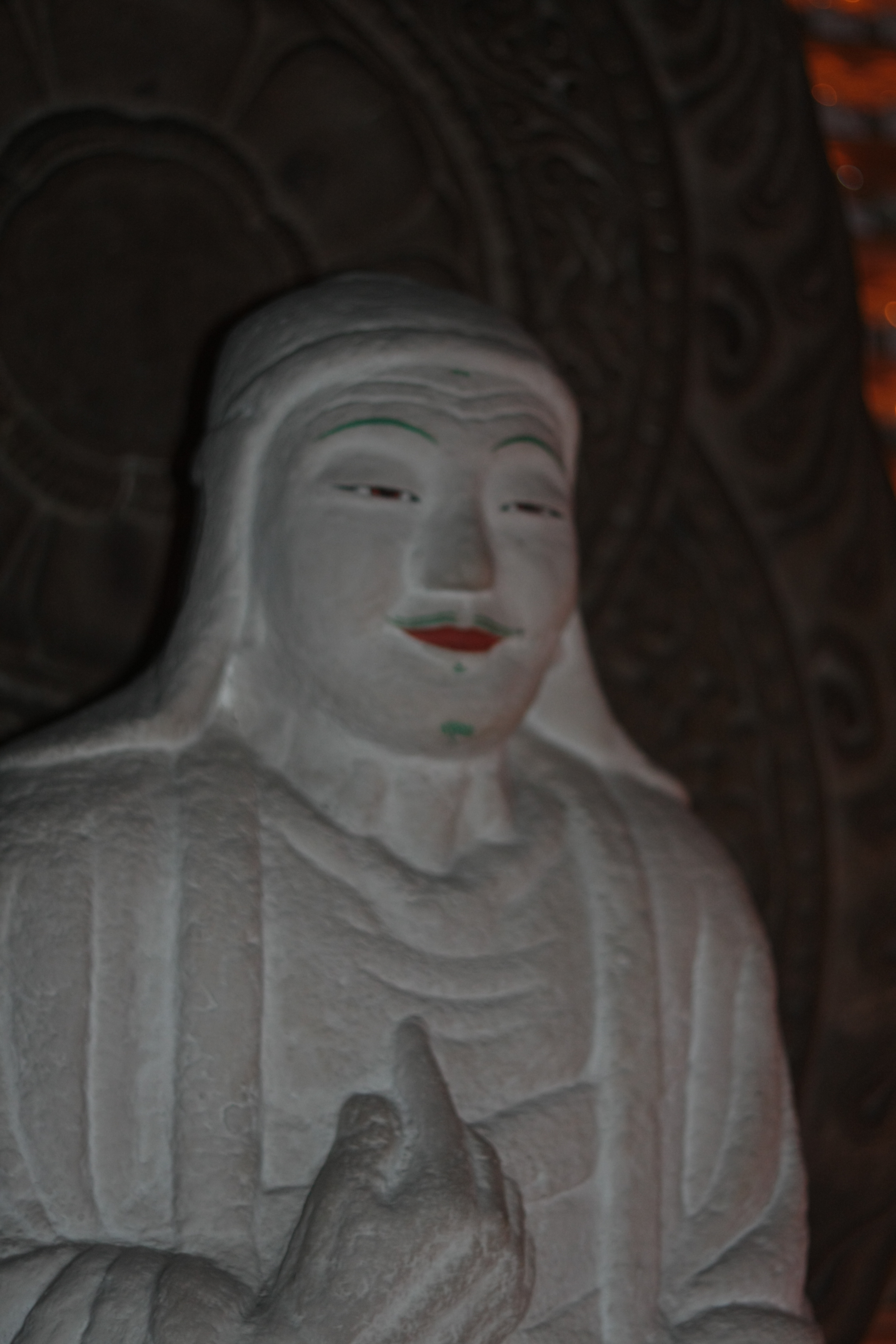
Podobizna mnicha Sŭnggi